# Elstergebergte
Het Elstergebergte is een klein gebergte op de grens van Duitsland en Tsjechië, net ten westen van het Ertsgebergte. Het Elstergebergte is genoemd naar de rivier de Weiße Elster, die in het gebied ontspringt. Het gebergte wordt begrensd door de plaatsen Zwota (in het noordoosten) en Hazlov (in het zuidwesten). De hoogste berg van het gebied is de Hoher Brand met 803 meter. In het Tsjechische gedeelte is de Vysoký kámen met 773 meter de hoogste top.